# Воздвиженка (Московская область)

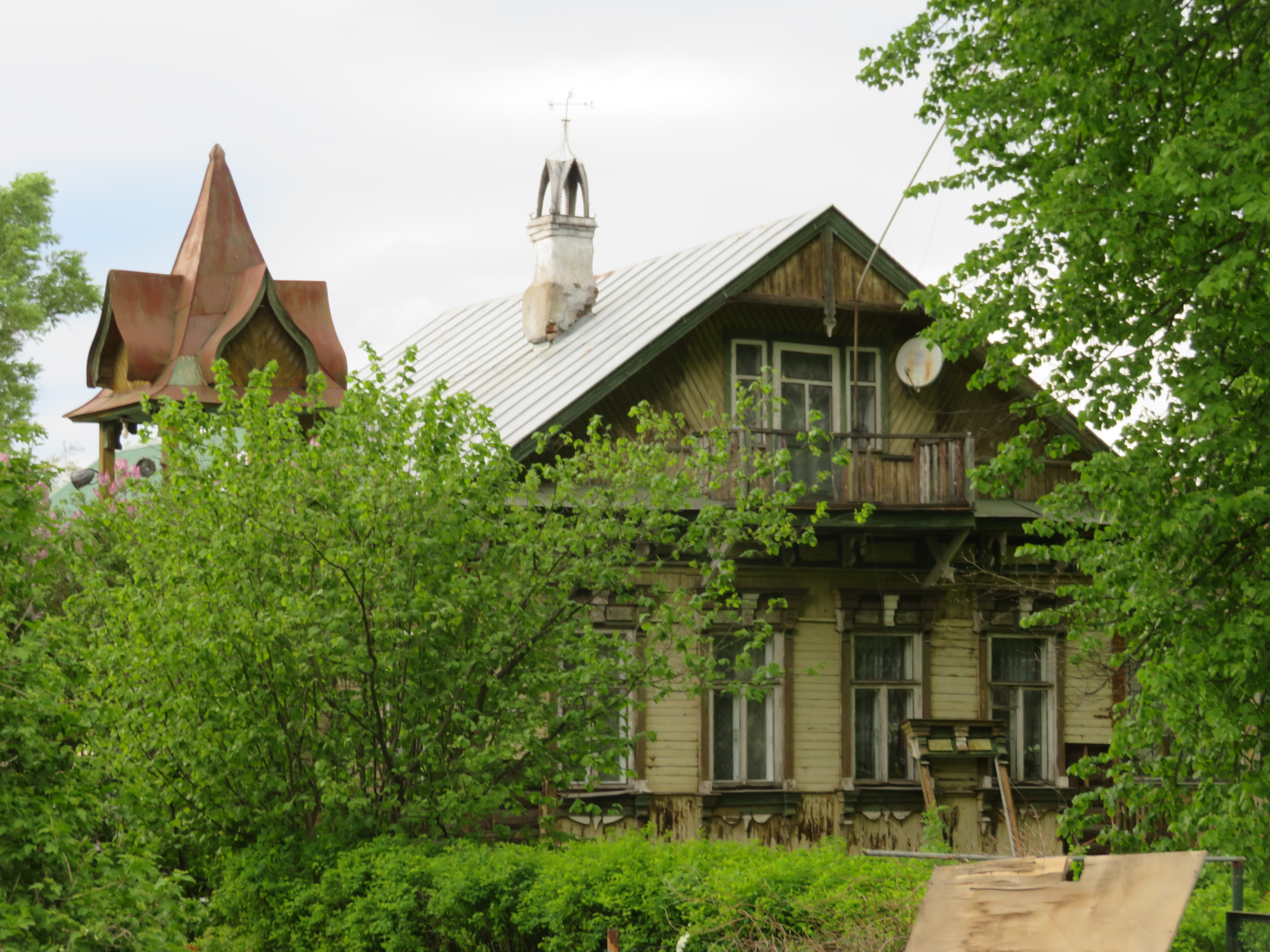
Жилой дом в деревне Воздвиженка

Воздвиженка — деревня в Серпуховском районе Московской области. Входит в состав Васильевского сельского поселения (до 29 ноября 2006 года входила в состав Нефёдовского сельского округа).

## Население
| 2002 | 2006 | 2010 |
| ---- | ---- | ---- |
| 54   | ↘49  | ↘46  |

## География
Воздвиженка расположена примерно в 9 км (по шоссе), на север от Серпухова, на реке Каменка, левом притоке реки Оки, высота центра деревни над уровнем моря — 165 м.

## Современное состояние
На 2016 год в деревне зарегистрированы 1 улица — Ново-Воздвиженская и 7 садовых товариществ.